# 星新一
星 新一（ほし しんいち、本名：星 親一、1926年〈大正15年〉9月6日 - 1997年〈平成9年〉12月30日）は、日本の小説家、SF作家。
父は星薬科大学の創立者で星製薬の創業者・星一。森鷗外は母方の大伯父にあたる。本名の親一は父・一のモットー「親切第一」の略である(弟の名前の協一は「協力一致」の略)。父の死後、短期間星製薬の社長を務めたことがあり、日本の有名作家としては辻井喬こと堤清二と並んで稀有な東証一部上場企業（当時）の社長経験者である。
膨大な作品量でありながら、どの作品も質の高さを兼ね備えていたところから「ショートショート（掌編小説）の神様」と呼ばれているが、『明治・父・アメリカ』、父親や父の恩人花井卓蔵らを書いた伝記小説『人民は弱し 官吏は強し』などのノンフィクション作品もある。
また、小松左京・筒井康隆と合わせて「SF御三家」と呼ばれる。

## 略歴

### 生い立ち
1926年（大正15年）、東京府東京市本郷区曙町（現・東京都文京区本駒込）に生まれる。母方の祖父小金井良精の家がある本郷で1945年（昭和20年）まで育つ。母方の祖父母は帝国大学医科大学長で解剖学者の小金井良精と森鷗外の妹・小金井喜美子である。また小説家・鈴木俊平は父の妹の孫（従甥）にあたる。
東京女子高等師範学校附属小学校（現・お茶の水女子大学附属小学校）を経て、東京高等師範学校附属中学校（現・筑波大学附属中学校・高等学校）に進む。附属中学の同期には、槌田満文（武蔵野大学名誉教授）、今村昌平（映画監督）、大野公男（元北海道情報大学学長）、児玉進（映画監督）、黒澤洋（元日本興業銀行会長）、星野英一（東京大学名誉教授）などがいた。
附属中学在学中の1941年12月に対米開戦となり、これにより英語が敵性語となること、敵性語として入試科目から除外されることを見越して英語を全く勉強せず、他の教科に力を入れて要領よく四修（飛び級、旧制中学は5年制）で旧制の官立東京高等学校（現・東京大学教養学部及び東京大学教育学部附属中等教育学校に継承）に入学した。このため秀才と呼ばれたが、戦後になってから英語力の不足を補うため今日泊亜蘭の個人授業を受け、さんざん苦しんだという。
高等学校在学中、満16歳の時に1年間の寮生活を経験した。当時の寮生活について、親友の北杜夫や小松左京がしばしば旧制高校の寮生活を懐かしんでいるのとは対照的に「不愉快きわまることばかりで、いまでも眠る前に思い出し、頭がかっとなったりする」、「入ってみてわかったことだが、この学校はとてつもなく軍事色が強く、教師だけならまだしも、生徒たちの多くもそのムードに迎合していたので、うんざりした。着るものはもちろん、食うものもだんだん不足してくるし、学校は全部が狂っているし、まったく、どうしようもない日常だった」 と回想している。
こうした感想については、戦後と戦中の違い、四修進学の星が若年だったことも大きい。星は高校も2年で終えているため、新制大学卒業者よりも1年早い満21歳で大学を卒業している。

### 大学・大学院時代
1948年（昭和23年）、東京大学農学部農芸化学科を卒業した。農芸化学科での同級生には後の酒類評論家の穂積忠彦（俳優・穂積隆信の兄）がいた。卒業論文は固形ペニシリンの培養についてであった。
高級官吏採用試験である高等試験に合格したが、内定を取ることに失敗した。なおかつ役人嫌いの父に受験が発覚し、厳しく叱責された。東大の大学院に進学し、坂口謹一郎のもとで農芸化学を研究する。液体内での澱粉分解酵素ジアスターゼの生産などをした。1950年（昭和25年）に大学院の前期を修了する。修士論文は「アスペルギルス属のカビの液内培養によるアミラーゼ生産に関する研究」（アスペルギルスはコウジカビのこと）であった。
1949年（昭和24年）、同人誌「リンデン月報」9月号にショートショート第1作『狐のためいき』を発表する。

### 星製薬時代
1951年（昭和26年）、父が急逝したため同大学院を中退し、会社を継ぐ。当時の星製薬は経営が悪化しており、経営は破綻、会社を大谷米太郎に譲るまでその処理に追われた。この過程で筆舌に尽くしがたい辛酸をなめた星自身は後に「この数年間のことは思い出したくもない。わたしの性格に閉鎖的なところがあるのは、そのためである」と語っている。
会社を手放した直後、病床でレイ・ブラッドベリの『火星年代記（火星人記録）』を読んで感銘を受ける。この出会いがなければSFの道には進まなかっただろうと回顧する。星は厳しい現実に嫌気が差し、空想的な「空飛ぶ円盤」に興味を持つようになる。たまたま近くにあった「空飛ぶ円盤研究会」に参加した。この研究会は三島由紀夫、石原慎太郎が加わっていたことでも知られている。
星製薬退社後は作家デビューまで浪人生活が続くが、自宅が残っていた上に、星薬科大学の非常勤理事として当時の金額で毎月10万円が給付されており、生活に窮するようなことはなかった。

### 作家デビュー
1957年（昭和32年）、「空飛ぶ円盤研究会」で知り合った柴野拓美らと日本初のSF同人誌「宇宙塵」を創刊する。第2号に発表した『セキストラ』が大下宇陀児に注目され、当時江戸川乱歩が責任編集を務めていた「宝石」に転載されてデビューした。
1958年（昭和33年）には、多岐川恭が創設した若手推理小説家の親睦団体「他殺クラブ」に、河野典生、樹下太郎、佐野洋、竹村直伸、水上勉、結城昌治と参加した。なお、「他殺クラブ」については、佐野洋の自伝『ミステリーとの半世紀』（小学館）には、「1960年3月結成」とある（同書、P.130）。

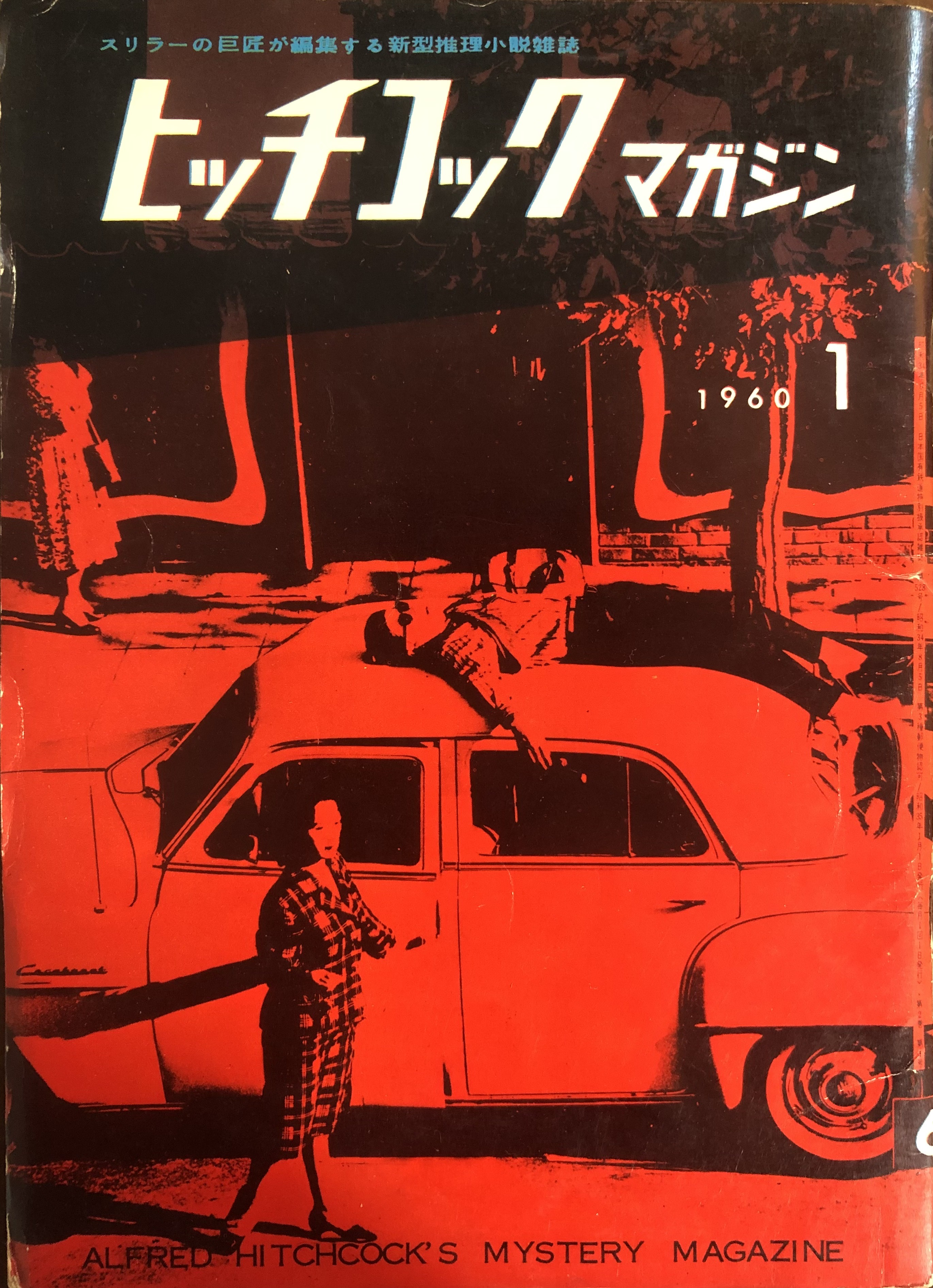
星が直木賞候補となるきっかけをつくった『ヒッチコック・マガジン』。最初の作品が掲載された同誌1960年1月号。

1959年（昭和34年）11月21日発売の月刊誌『ヒッチコック・マガジン』1960年1月号に「年賀の客」が掲載され、「文春漫画読本」からも注文がくる。『ヒッチコック・マガジン』8月号～11月号に掲載された「雨」「その子を殺すな！」「信用ある製品」「食事前の授業」と、『宝石』9月号、11月号に掲載された「弱点」「生活維持省」の計6編のショートショートで、第44回直木賞（1960年下半期）の候補となる。また、この年に横山光輝原作の実写版テレビドラマ『鉄人28号』で、SFアドバイザーとしてクレジットされている。
1961年（昭和36年）、医者の娘で小牧バレエ団のバレリーナだった村尾香代子と見合い結婚した。髪が長いのが結婚を決意する決め手になったと後年語った。
1963年（昭和38年）、福島正実の主導による日本SF作家クラブの創設に参加した。同年、同クラブの一員としてウルトラシリーズ第1作『ウルトラQ』の企画会議に加わる。会議に同席した『変身』『悪魔ッ子』の脚本を執筆する北澤杏子の証言によると、この場においては後に伝説となるような飛躍した発言は聞かれなかったという。また、同年に福島正実と2人で特撮映画『マタンゴ』の原案にクレジットされているが、実際はほとんど関わっていない。

### SF小説の巨匠として
以降、40代から50代ながら、SF界では「巨匠・長老」として遇されることになる。1976年（昭和51年）から1977年（昭和52年）まで「日本SF作家クラブ」の初代会長を務めた。
1979年（昭和54年）、「星新一ショートショート・コンテスト」の選考を開始する。（詳しくは#星新一ショートショート・コンテストを参照）
1980年（昭和55年）、日本推理作家協会賞の選考委員を務める（昭和56年（1981年）まで）。
1983年（昭和58年）秋に「ショート・ショート1001編」を達成した。ただし、それまで関係が深かった各雑誌に一斉にショート・ショートを発表したため、「1001編目」の作品はどれか特定できないようにされている。
それ以降は著述活動が極端に減ったが、過去の作品が文庫で再版される都度、「ダイヤルを回す（=ダイヤル式の電話をかける）」等の「現代にそぐわない記述」を延々と改訂し続けていた。
かねてより「住んでみたい街」に東京都港区高輪を挙げており、母の死去による戸越の自宅の売却に伴い、1993年（平成5年）、高輪のマンションに転居した。

### 後年・死去
1994年（平成6年）に口腔癌と診断され、手術を受ける。
入退院を繰り返した後、1996年（平成8年）4月4日に自宅で倒れて東京慈恵会医科大学附属病院に入院。肺炎を併発して人工呼吸器の必要な状態であったが、4月20日には人工呼吸器を外すことができた。しかし4月22日の夜中、酸素マスクが外れ、呼吸停止に陥っているところを看護師に発見された。
自発呼吸は再開したものの、それ以後意識を取り戻すことはなく、1997年（平成9年）12月30日18時23分、高輪の東京船員保険病院（現・JCHO東京高輪病院）で間質性肺炎のために死去した。71歳没。

## 評価
2007年（平成19年）、死後10年目にして、星が残していた大量のメモ類と130名余の関係者へのインタビューを基にした最相葉月の大部の評伝『星新一 一〇〇一話をつくった人』（新潮社）が刊行され、「ひょうひょうとした性格」と思われていた星の人間的な苦悩や「子供向け作家」と扱われていることへの不満、家族との確執、筒井など後輩作家への嫉妬などが赤裸々に描かれ、従来の「星新一」像を覆す内容で衝撃を与えた。
また、この書では初期には直木賞落選が名誉と受け止められるほどハイブロウな存在として遇され、安部公房（純文学とSFの両分野で評価されていた）のライバル心をかきたてるほどであった星が、後に大衆に広く受け入れられるに従って文学的評価が伴わなくなってきた変遷も描き出されている。
星作品の文庫解説には、SF作家仲間や親友ともいえる交友のあった北杜夫以外にも、井上ひさし、大庭みな子、鶴見俊輔、尾崎秀樹、奥野健男ら大物の名が並ぶ（奥野などは本来は新潮文庫での太宰治担当解説者である）。晩年の谷崎潤一郎が星作品を愛読していたと石川喬司が紹介しており、また星が「歴史もの」を執筆するにあたり、星から取材を受けた池波正太郎もその新境地開拓を称賛するなど、後述するSFファンの冷淡さに比べると文壇内部での評価は決して低くはなかった。

### 受賞（受賞候補）歴
- 1960年（昭和35年）、ショートショート6編（『弱点』、『生活維持省』、『雨』、『その子を殺すな！[注釈 9]』、『信用ある製品』、『食事前の授業』）で第44回直木賞の候補作に選ばれる（最終受賞者は寺内大吉と黒岩重吾）[16]。
- 1962年（昭和37年）、ショートショート集『人造美人』、ショートショート集『ようこそ地球さん』（旧バージョン）、ショートショート集『悪魔のいる天国』で第15回日本推理作家協会賞候補[19]。
- 1965年（昭和40年）、長編小説『夢魔の標的』で第18回日本推理作家協会賞候補[20]。
- 1968年（昭和43年）、ショートショート集『妄想銀行』で第21回日本推理作家協会賞を受賞[21][9]。
- 1981年（昭和56年）、「マンボウ・マブゼ共和国」（北杜夫が自宅を領土として設立したミニ独立国）から文華勲章が授与される。「日本の勲章ならみっともなくて下げておられぬが、外国の勲章なら…」と語った。
- 1998年（平成10年）、第19回日本SF大賞特別賞を受賞[22][23]。

### 星雲賞
SFファンが選ぶ年間ベスト賞である星雲賞（1970年創設）を星は一度も受賞していない。その低評価の事情について筒井康隆は、筒井自身が星の真価がわかるようになったのは30歳に近くなってからだったと述べた後、星雲賞の母体であるSFファン・グループは10代から20代が多数を占めている（当時の話）ため、そういった若い世代からショート・ショートというものがたいへん軽いものと見られているのでは、と想像している。
ただし、1983年の「ショートショート1001編を達成」を機に、翌1984年夏の日本SF大会で、日本SFファングループ連合会議議長の門倉純一の提案で「星雲賞特別賞」を授賞することとなる。実際に授賞式まで行われたが、星の側が受賞を拒否し、「幻の星雲賞」となった。
手塚治虫、矢野徹、米澤嘉博、野田昌宏、柴野拓美、小松左京らは死去した際に星雲賞特別賞を受賞したが、星の死去時は授賞されなかった。第39回（2008年）において、最相葉月の評伝『星新一 一〇〇一話をつくった人』が星雲賞ノンフィクション部門を受賞した。

## 作品の特徴
星の作品、特にショートショートは通俗性が出来る限り排除されていて、具体的な地名・人名といった固有名詞が出てこない。例えば「100万円」とは書かずに「大金」・「豪勢な食事を2回すれば消えてしまう額」などと表現するなど、地域・社会環境・時代に関係なく読めるよう工夫されている。さらに機会あるごとに時代にそぐわなくなった部分を手直ししており、星は晩年までこの作業を続けていた。
激しい暴力や殺人シーン、ベッドシーンの描写は非常に少ないが、このことについて星は「希少価値を狙っているだけで、別に道徳的な主張からではない」「単に書くのが苦手」という説明をしている。
加えて、時事風俗は扱わない、当用漢字表にない漢字は用いない、前衛的な手法を使わない、などの制約を自らに課していた。もちろん例外もあり、『気まぐれ指数』などは五輪前の東京の雰囲気がきめ細かく描写された風俗ユーモアミステリである。『ほら男爵現代の冒険』も人名、地名が頻出するが、人名は意図的にシンプルまたは奇妙なものが使われている。
ショートショートの主人公としてよく登場する「エヌ氏」などの名は、星の作品を特徴づけるキーワードとなっている。「エヌ氏」を「N氏」としないのは、アルファベットは、日本語の文章の中で目立ってしまうからだと本人が書いている。疑問符や感嘆符も原則使わない。
しばしば未来を予見しているかのような作品が見受けられるが、いずれも発表された時点では、何をどう予見しているのかは誰にも（あるいは本人ですら）分からなかった。以下にその例を挙げる。
声の網（1970年）
電話線を経由する情報（血圧や体温なども感知する）をコンピュータに管理させている。コンピュータはいたるところに設置され、すべてネットワークでつながっている。人間たちは好きな時に好きな場所で必要な情報を取り出している（インターネットの普及、ユビキタス社会の実現）。
おーい でてこーい（1958年）
ある日突然出来た深い底なしの穴に、生産することだけ考えていて、その後始末は誰も考えていなかった人間たちは、これ幸いとばかりに都会のゴミや工場の排水や放射性廃棄物など、物を生産することで発生した不用なものをどんどん捨てていく（公害、生態系の破壊、大量消費社会）。
白い服の男（1968年）
戦争に関する事物、事象などあらゆるものを封印してねじ曲げて管理された世界を描く（表現の自由、言論の自由などに踏み込んだ監視社会。有害情報規制、児童ポルノ法改正などに含まれる単純所持規制問題など）。
作品は20言語以上に翻訳され、世界中で読まれている。
寓話的な内容の作品が多く、星も自らを「現代のイソップ」と称していた（『未来いそっぷ』と題した作品集もある）。その柔軟な発想と的確に事物の本質をつかんだ視点の冷静さから多くの読者を獲得したほか、学校教科書（光村図書出版『国語 小学5年』に掲載された「おみやげ」、東京書籍『NEW HORIZON』に掲載された「おーいでてこーい」（英語の教科書であるため、英訳され「Can Anyone Hear Me?」のタイトルで収録）など）やテレビ番組『週刊ストーリーランド』（「殺し屋ですのよ」など）・『世にも奇妙な物語』（「おーい でてこーい」「ネチラタ事件」など）の題材に採用されている。
評論家の浅羽通明は自身の評論の中で星のショートショートをしばしば引用し、どんな時代においても通用する星作品の「普遍的な人間性への批評」を強調している。なお、浅羽は2021年（令和3年）10月の著書『星新一の思想』の後書きにて、4年前（2017年（平成29年））ごろから星新一の読書会「星読（）ゼミナール」を主宰していることを周知した。
また、筒井康隆は星の作品について、ストイシズムによる自己規制と、人間に対する深い理解、底知れぬ愛情や多元的な姿勢が、彼の作品に一種の透明感を与えていると評した。その一方で日本人が小説において喜ぶような、怨念や覗き趣味、現代への密着感やなま臭さや攻撃性が奪われ、結果として日本の評論家にとっては星の作品が評価しづらくなり、時として的はずれな批評をされることになったと指摘している。星は後期の作品においてその形式を大きく変化させたが、筒井はそのことにも触れ、星は数十、数百に及ぶ膨大な対立概念・視点・プロット・ギャグ・ナンセンスのアイデアを持っており、後期の作品に見られる「価値の相対化」「ラスト一行の価値転換によるテーマ集約の排除」といった変化は、彼の視点のアイデアのうちのほんの一例に過ぎないと評価している。
挿絵の多くは真鍋博や和田誠が担当している。真鍋とは特に初期からの名コンビで、真鍋の挿絵を星がセレクトした『真鍋博のプラネタリウム 星新一の挿絵たち』という本も出している。
アメリカの一コマ漫画の収集家でもあり、それらをテーマ別に紹介した『進化した猿たち』（全2巻、文庫は3巻）という本も刊行している。さらに官僚の壁に立ち向かい、そして敗れた父・一を描いた『人民は弱し 官吏は強し』、明治時代の新聞の珍記事を紹介した『夜明けあと』のようなSF以外の近代史ノンフィクションや『きまぐれ - 』で始まるタイトルのエッセイ集なども多数残している。

## 人物・エピソード
容貌や作風とは裏腹に、実生活でもギャグを連発するなど「奇行の主」と呼べる側面があった。SF仲間の集まりなど、気を許せる場では奇人変人ぶりを遺憾なく発揮していた。同行している作家仲間を驚かせることもしばしばだったという。特に筒井の初期短編は、星の座談でのギャグに大きく影響を受けているといわれる。SF作家仲間たちと西新宿の台湾料理店『山珍居』に集まり、SF的な雑談に興じたが、中でも星の「異常な発想の毒舌発言」はその中でも群を抜いていて、他のSF作家たちの回想文などで神話的に語られている。その一部は『SF作家オモロ大放談』（いんなあとりっぷ社、1977年。のちに『おもろ放談』（1981年）と改題され角川文庫に収録）で読むことができる。平井和正は星の異常な発言をテーマにした短編小説「星新一の内的宇宙（インナースペース）」を発表しており、作家仲間が集まると自然と星を中心に話題が広がっていた様子が描写されている。しかし、文庫解説等では（育ちがいいこともあり）しばしば紳士的な人物と書かれた。世代・生育環境が近いこともあり、北杜夫とも親交が深かった。
一方で、礼節を欠いた人間には距離を置いて接していた。そのため、『ヒッチコック・マガジン』の担当編集者で、ショート・ショートの大家となるきっかけを作った恩人でありながら、1965年の山川方夫の葬儀の席での振る舞いなどから、星は小林信彦をひどく嫌っており、1969年の覆面座談会事件に関与した稲葉明雄の親友という要素も加わったことで、晩年は小林と顔を合わせることも嫌がっていた。小林の側は、企業PR誌などの高額な仕事が増えた星が原稿料の問題で『ヒッチコック・マガジン』での執筆を「勘弁してほしい」と告げてきた旨を記している。
星製薬が人手に渡った後も永らく、星薬科大学評議員という肩書きがあった。なお、鮎川哲也の推理小説『死者を笞打て』（1965年）では、執筆当時の推理文壇関係者が多少名前を変えて登場しており、星も「星野新一」として登場する。また登場人物のひとりが酒豪のため、男にもかかわらず「ボッコちゃん」と呼ばれている。また、手塚治虫の漫画『W3（）』（1965年 - 1966年）の主人公・「星真一」の名前は彼に由来する。星新一自身は、手塚の息子の手塚眞にちなんでいる可能性も考えていた。
『三田文学』1970年10月号で、福島正実と「SFの純文学との出会い」という対談をした際、星が「ネパールに、ヒューマニズムに燃えた外国の医師団が乗り込んで病気を治し、死亡率をさげた結果、人口が増えて貧民が多数発生した。一種のヒューマニズム公害と言える」と発言したところ、同席していた編集者は「公害が文学になるのですか?」「問題があるのはわかりますが、どうして文学がそんなものに、こだわらないといけないのですか?」と応答をした。星は「文学が想像力を拒否するものだとは思わなかった。ぼくが純文学にあきたらなくなった理由がわかった」と発言した。SF的発想に対する「純文学側の無理解」として、有名なエピソードである。
作品のアイデア同様、他の作家とは着眼点が異なり、第1回奇想天外SF新人賞の選考委員として、小松や筒井がほとんど問題にしなかった新井素子の『あたしの中の……』を強力にプッシュし（結果は佳作入選）、作家として活躍していくきっかけを作った。ただ一人、選考委員を任じたショートショート・コンクール（のちにショートショート・コンテストと名称変更）からも数千にも及ぶ作品の中から、後にプロとして確固たる活躍をしていく作家を多数発掘しており、その慧眼ぶりを発揮しつつ後進に道を拓いている。とはいえ、星新一ショートショート・コンテストとほぼ同時期に募集・発表があったショートショート・コンテスト「ビックリハウス」のエンピツ賞受賞作については「感性を非常に重視した作品」が選ばれており、星にすれば理解が及ばず、お手上げの状態だったという。
生前は自己の作品の映像化・戯曲化をほとんど許さなかった。アニメ化を持ちかけた製作会社ガイナックスの武田康廣に「自分の作品がいじくられるのは真っ平ごめんだ。やるなら俺が死んでからにしてくれ。それなら文句は言わない」と断っている。小松はこの件を聞き、「星さんならそう言うだろう」と武田に語り、自作のテレビアニメ化『小松左京アニメ劇場』を快諾したという。例外的に短編のいくつかが、アニメーション作家の岡本忠成によって人形アニメーションとして在命中に製作されている（#星新一作品の映像化参照）。
なお、作品にほとんど反映されていないため看過されがちであるが、星は化学の修士号を持ち、その方面の著書もある、れっきとした科学者出身SF作家である。福島正実は著書『未踏の時代』で、星や筒井康隆、小松左京らSF作家仲間で、稼動したばかりの東海第一原発を見学に行ったとき、星が案内役の技官に「お土産に原子を1つ分けてください」と言ったというエピソードを披露しているが、星なりのジョークだと思われる。
また、「リスクもなく大きなもうけが出る」と称して大量の人から金銭を集める詐欺行為の被害者について、「だまされた者は、欲に目がくらんだ者であり、救ってやる必要などない」などと辛辣な内容をエッセイに書いていた。別のエッセイ集『できそこない博物館』では、「不渡り手形をつかまされれば、誰だって人間不信になる」といった一文を目にすることができる。
身長180センチという、大正生まれとしてはずばぬけた長身の持ち主であった。そのため、日本SF作家クラブには「星新一より背の高い人間の入会は認めない」という冗談会則があったが、これを初めて破って入会したのは田中光二である。
特にドイツ文学に傾倒したり滞在した経験があるわけではないが、この国と縁の深い人物の多い家系 も影響しているのか、ドイツびいきの感覚があり、エッセイ「クマのオモチャ」では「ドイツを全面的に信用している」「いい意味での恐るべき民族である」と手放しに近い賛辞を呈していた。同じくエッセイ「名前」では長女の名前ユリカを誕生月7月のドイツ語（Juli ユーリ）から発想した経緯を綴っている（ともに『気まぐれ星のメモ』所収）。また、星作品には国籍の明確な外国人はほとんど登場しないが（そもそもどこの国の話かすら判らないものが多い）、『ほら男爵現代の冒険』の主人公は当然ドイツ人であり（ただし文中でドイツという言葉は使われない。先祖の話や、旧日本軍に同盟国の方と呼ばれたり、生きていたヒトラーに同胞としてふるまうなどの間接表現にとどまる）、『気まぐれ指数』にも重要な脇役で在日ドイツ人が登場している。青年期と、かなりのブランクを経て中年期以降にもクラシック音楽を愛聴していた。クラシックの中で最も好きな曲に、ベートーヴェン『大公三重奏曲』を挙げ、コルトー、ティボー、カザルスの演奏盤を愛聴していた。
小松左京によると、星には少年愛の傾向があり、ひところはピーター（池畑慎之介☆）に入れ上げて「ピーターに会わせてくれるんだったら、とにかく大長編書くとかね、つまらんこといってた」という。その後、郷ひろみに入れ上げていた時期もあり、「彼はね、一人で支那まんじゅう食いながら、郷ひろみのテレビ見てんだそうですけど、鬼気迫るな」とも小松は発言している。
ウイスキーが好きで、特にサントリーの角瓶（角）を愛飲していた。エジプト旅行に行く際、免税店で買い求めたが取り扱っておらず、仕方なくオールドを買った。角が置かれていなかったことを非常に残念がり、「角なんて飲めなかったな、昔は」「飲めなかった。高級品だったんだ。手が出なかった。それが、いまじゃ、ああいう所に置いてないんだから。喜ぶべきことなのか、悲しむべきことなのか」と発言している。
公立はこだて未来大学は2012年9月6日に「きまぐれ人工知能プロジェクト 作家ですのよ」の開始を発表した。松原仁（はこだて未来大学）、中島秀之（はこだて未来大学学長）、角薫（はこだて未来大学）、迎山和司（はこだて未来大学）、佐藤理史（名古屋大学）、赤石美奈（法政大学）の6人でプロジェクトチームを結成した。星新一のショートショート作品の解析を行い、プログラム的に体系化、生成アルゴリズムの検討と共にトライ・アンド・エラーを繰り返し、人工知能によって2017年までに星新一作品と同等かそれ以上のショートショートを自動生成できるようにすることを目指している。瀬名秀明が小説の評価方法の検討を行うなどの顧問を務める。2015年9月には、自動生成されたショートショートを第3回星新一賞に応募したことが発表された。

### ホシヅル
未来における鶴の進化型、ホシヅルを生み出し、サイン代わりに描いていた。星の死後、彼の誕生日9月6日は「ホシヅルの日」とされ、友人のSF作家たちが集って星を偲ぶ会が催される。2014年は世田谷文学館で催された「日本SF展」と日程が重なったため、一般来場客を招いた公開形式で催された。当日は星マリナらにより生前のアルバム写真によるプレゼンや新刊絵本の英語での朗読がなされ、ホシヅルのケーキや星新一の等身大パネルなどを関係者とともに囲みこの日を祝った。

## 家系図
|              |              |              |              |              |              |        |        |          |          |          |          |          |          |          |          |          |          |      |      |          |          |          |          |            |            |            |            |            |            |            |            |            |            |            |            |            |            |  |  | 小林又兵衛 |            |            |            |            |            |  |  |            |            |            |            |            |            |  |  |
|              |              |              |              |              |              |        |        |          |          |          |          |          |          |          |          |          |          |      |      |          |          |          |          |            |            |            |            |            |            |            |            |            |            |            |            |            |            |  |  |            |            |            |            |            |            |  |  |            |            |            |            |            |            |  |  |
|              |              |              |              |              |              |        |        |          |          |          |          |          |          |          |          |          |          |      |      |          |          |          |          |            |            |            |            |            |            |            |            |            |            |            |            |            |            |  |  |            |            |            |            |            |            |  |  |            |            |            |            |            |            |  |  |
|              |              |              |              |              |              |        |        |          |          |          |          | 森静泰   | 森静泰   | 森静泰   | 森静泰   | 森静泰   | 森静泰   |      |      |          |          |          |          | 小金井良達 | 小金井良達 | 小金井良達 | 小金井良達 | 小金井良達 | 小金井良達 |            |            | 幸         | 幸         | 幸         | 幸         | 幸         | 幸         |  |  | 小林虎三郎 | 小林虎三郎 | 小林虎三郎 | 小林虎三郎 | 小林虎三郎 | 小林虎三郎 |  |  | 小林雄七郎 | 小林雄七郎 | 小林雄七郎 | 小林雄七郎 | 小林雄七郎 | 小林雄七郎 |  |  |
|              |              |              |              |              |              |        |        |          |          |          |          | 森静泰   | 森静泰   | 森静泰   | 森静泰   | 森静泰   | 森静泰   |      |      |          |          |          |          | 小金井良達 | 小金井良達 | 小金井良達 | 小金井良達 | 小金井良達 | 小金井良達 |            |            | 幸         | 幸         | 幸         | 幸         | 幸         | 幸         |  |  | 小林虎三郎 | 小林虎三郎 | 小林虎三郎 | 小林虎三郎 | 小林虎三郎 | 小林虎三郎 |  |  | 小林雄七郎 | 小林雄七郎 | 小林雄七郎 | 小林雄七郎 | 小林雄七郎 | 小林雄七郎 |  |  |
|              |              |              |              |              |              |        |        |          |          |          |          |          |          |          |          |          |          |      |      |          |          |          |          |            |            |            |            |            |            |            |            |            |            |            |            |            |            |  |  |            |            |            |            |            |            |  |  |            |            |            |            |            |            |  |  |
|              |              |              |              |              |              |        |        |          |          |          |          |          |          |          |          |          |          |      |      |          |          |          |          |            |            |            |            |            |            |            |            |            |            |            |            |            |            |  |  |            |            |            |            |            |            |  |  |            |            |            |            |            |            |  |  |
|              |              |              |              | 森鷗外       | 森鷗外       | 森鷗外 | 森鷗外 | 森鷗外   | 森鷗外   |          |          | 三木竹二 | 三木竹二 | 三木竹二 | 三木竹二 | 三木竹二 | 三木竹二 |      |      | 喜美子   | 喜美子   | 喜美子   | 喜美子   | 喜美子     | 喜美子     |            |            | 小金井良精 | 小金井良精 | 小金井良精 | 小金井良精 | 小金井良精 | 小金井良精 |            |            |            |            |  |  | 桑木厳翼   | 桑木厳翼   | 桑木厳翼   | 桑木厳翼   | 桑木厳翼   | 桑木厳翼   |  |  |            |            |            |            |            |            |  |  |
|              |              |              |              | 森鷗外       | 森鷗外       | 森鷗外 | 森鷗外 | 森鷗外   | 森鷗外   |          |          | 三木竹二 | 三木竹二 | 三木竹二 | 三木竹二 | 三木竹二 | 三木竹二 |      |      | 喜美子   | 喜美子   | 喜美子   | 喜美子   | 喜美子     | 喜美子     |            |            | 小金井良精 | 小金井良精 | 小金井良精 | 小金井良精 | 小金井良精 | 小金井良精 |            |            |            |            |  |  | 桑木厳翼   | 桑木厳翼   | 桑木厳翼   | 桑木厳翼   | 桑木厳翼   | 桑木厳翼   |  |  |            |            |            |            |            |            |  |  |
|              |              |              |              |              |              |        |        |          |          |          |          |          |          |          |          |          |          |      |      |          |          |          |          |            |            |            |            |            |            |            |            |            |            |            |            |            |            |  |  |            |            |            |            |            |            |  |  |            |            |            |            |            |            |  |  |
|              |              |              |              |              |              |        |        |          |          |          |          |          |          |          |          |          |          |      |      |          |          |          |          |            |            |            |            |            |            |            |            |            |            |            |            |            |            |  |  |            |            |            |            |            |            |  |  |            |            |            |            |            |            |  |  |
| （星一の妹） | （星一の妹） | （星一の妹） | （星一の妹） | （星一の妹） | （星一の妹） |        |        | （内妻） | （内妻） | （内妻） | （内妻） | （内妻） | （内妻） |          |          | 星一     | 星一     | 星一 | 星一 | 星一     | 星一     |          |          | 精         | 精         | 精         | 精         | 精         | 精         |            |            | 小金井良一 | 小金井良一 | 小金井良一 | 小金井良一 | 小金井良一 | 小金井良一 |  |  | 素子       | 素子       | 素子       | 素子       | 素子       | 素子       |  |  | 岡部三郎   | 岡部三郎   | 岡部三郎   | 岡部三郎   | 岡部三郎   | 岡部三郎   |  |  |
| （星一の妹） | （星一の妹） | （星一の妹） | （星一の妹） | （星一の妹） | （星一の妹） |        |        | （内妻） | （内妻） | （内妻） | （内妻） | （内妻） | （内妻） |          |          | 星一     | 星一     | 星一 | 星一 | 星一     | 星一     |          |          | 精         | 精         | 精         | 精         | 精         | 精         |            |            | 小金井良一 | 小金井良一 | 小金井良一 | 小金井良一 | 小金井良一 | 小金井良一 |  |  | 素子       | 素子       | 素子       | 素子       | 素子       | 素子       |  |  | 岡部三郎   | 岡部三郎   | 岡部三郎   | 岡部三郎   | 岡部三郎   | 岡部三郎   |  |  |
|              |              |              |              |              |              |        |        |          |          |          |          |          |          |          |          |          |          |      |      |          |          |          |          |            |            |            |            |            |            |            |            |            |            |            |            |            |            |  |  |            |            |            |            |            |            |  |  |            |            |            |            |            |            |  |  |
|              |              |              |              |              |              |        |        |          |          |          |          |          |          |          |          |          |          |      |      |          |          |          |          |            |            |            |            |            |            |            |            |            |            |            |            |            |            |  |  |            |            |            |            |            |            |  |  |            |            |            |            |            |            |  |  |
| （娘）       | （娘）       | （娘）       | （娘）       | （娘）       | （娘）       |        |        |          |          |          |          | 出澤三太 | 出澤三太 | 出澤三太 | 出澤三太 | 出澤三太 | 出澤三太 |      |      | 星新一   | 星新一   | 星新一   | 星新一   | 星新一     | 星新一     |            |            | 星協一     | 星協一     | 星協一     | 星協一     | 星協一     | 星協一     |            |            |            |            |  |  |            |            |            |            |            |            |  |  | （長女）   | （長女）   | （長女）   | （長女）   | （長女）   | （長女）   |  |  |
| （娘）       | （娘）       | （娘）       | （娘）       | （娘）       | （娘）       |        |        |          |          |          |          | 出澤三太 | 出澤三太 | 出澤三太 | 出澤三太 | 出澤三太 | 出澤三太 |      |      | 星新一   | 星新一   | 星新一   | 星新一   | 星新一     | 星新一     |            |            | 星協一     | 星協一     | 星協一     | 星協一     | 星協一     | 星協一     |            |            |            |            |  |  |            |            |            |            |            |            |  |  | （長女）   | （長女）   | （長女）   | （長女）   | （長女）   | （長女）   |  |  |
|              |              |              |              |              |              |        |        |          |          |          |          |          |          |          |          |          |          |      |      |          |          |          |          |            |            |            |            |            |            |            |            |            |            |            |            |            |            |  |  |            |            |            |            |            |            |  |  |            |            |            |            |            |            |  |  |
| 鈴木俊平     | 鈴木俊平     | 鈴木俊平     | 鈴木俊平     | 鈴木俊平     | 鈴木俊平     |        |        |          |          |          |          |          |          |          |          |          |          |      |      | 星マリナ | 星マリナ | 星マリナ | 星マリナ | 星マリナ   | 星マリナ   |            |            |            |            |            |            |            |            |            |            |            |            |  |  |            |            |            |            |            |            |  |  |            |            |            |            |            |            |  |  |

## 作品
- 『生命のふしぎ』新潮社（1959年（昭和34年））
少年向けの科学解説書。長らく絶版だったが、2000年（平成12年）に新潮オンデマンドブックスからオンデマンド印刷として発行 。ISBN 978-4-10-865012-1 また、2005年（平成17年）に電子書店パピレスから電子書籍として発行 。
- 『人造美人 ショートミステリイ』新潮社（1961年（昭和36年））
初の短編集。30篇収録であり、現在の自選集『ボッコちゃん』とは異なる。
- 『ようこそ地球さん ショート・ショート28選』新潮社（1961年 のち文庫
31篇収録。星によると「ガガーリン少佐を乗せた初の人工衛星発射のおかげもある」とのこと。
- 『悪魔のいる天国』中央公論社（1961年 のちハヤカワ文庫、新潮文庫
- 『ボンボンと悪夢』新潮社（1962年 のち文庫
- 『宇宙のあいさつ』早川書房（1963年 のちハヤカワ文庫、新潮文庫
- 『気まぐれ指数』新潮社（1963年 のち文庫
ユーモアミステリー小説。初の長編。東京新聞に連載された。
東京高師附属中学（現・筑波大附属中・高）時代の同級生で当時東京新聞文化部次長の槌田満文が連載させた。
NHK（少年ドラマシリーズ）、NET（「おれの番だ」に改題、植木等出演）でテレビドラマ化もされた。
- 『花とひみつ』（1964年
和田誠挿絵による限定版であり、私家版。1979年にフレーベル館から『はなとひみつ』の題名で出版された。
- 『妖精配給会社』早川書房（1964年 のちハヤカワ文庫,新潮文庫
- 『夢魔の標的』早川書房（1964年 のち文庫、新潮文庫
はじめてのSF長編。『S-Fマガジン』に連載された。
- 『おせっかいな神々』新潮社（1965年 のち文庫
- 『ノックの音が』毎日新聞社、1965 のち講談社文庫、新潮文庫
いずれも「ノックの音が」の文ではじまる連作もの。

- 『エヌ氏の遊園地』三一書房・新書（1966年  のち講談社文庫、新潮文庫
- 『黒い光』斎藤寿夫絵. 秋田書店（1966年（昭和41年））
少年向けSF8篇収録。『ちぐはぐな部品』に数編が改稿の上収録されている。
- 『気まぐれロボット』和田誠絵. 理論社（1966年（昭和41年））のちに『きまぐれロボット』に改題。（角川文庫）
子ども向けショートショートに童話を加えたもの。
- 『妄想銀行』新潮社（1967年 のち文庫、双葉文庫
- 『盗賊会社 現代寓話集』日本経済新聞社（1968年 のち講談社文庫、新潮文庫
- 『マイ国家 ショート・ショート』新潮社・新潮小説文庫（1968年 のち新潮文庫
- 『午後の恐竜』（1968年 のちハヤカワ文庫、新潮文庫
- 『ひとにぎりの未来』新潮社（1969年 のち文庫
- 『殺し屋ですのよ』未来プロモーション（1969年 のち文庫
- 『宇宙の声』毎日新聞社（1969年 のち角川文庫
小学生向けSF中編。
- 『おみそれ社会 星新一短篇集』講談社（1970年 のち文庫、新潮文庫
- 『声の網』講談社（1970年 のち文庫、角川文庫
12章よりなるSF短編連作。長編と見なすこともできる。
- 『ほら男爵 現代の冒険』新潮社（1970年 のち文庫
「ほら男爵」ことミュンヒハウゼン男爵の子孫の冒険を描く、連作短編集。星はドイツびいきで、「気まぐれ指数」にも重要な役割で在日ドイツ人を登場させている。ただし、こちらの内容は完全な無国籍風である。
- 『だれかさんの悪夢』新潮社（1970年 のち文庫
- 『未来いそっぷ』新潮社（1971年 のち文庫
- 『ボッコちゃん』新潮文庫（1971年（昭和46年））
『人造美人』『ようこそ地球さん』の中から19編を選び、それにほかの短編集に収録の作品を加えて50編にまとめた自選短編集。
- 『なりそこない王子』講談社（1971年 のち文庫、新潮文庫
- 『だれも知らない国で』新潮社（1971年（昭和46年））
書き下ろし長編の少年もの。後に『ブランコのむこうで』と改題された。（新潮文庫）
- 『さまざまな迷路』新潮社（1972年 のち文庫
- 『にぎやかな部屋』新潮社・書下ろし新潮劇場（1972年 のち文庫
戯曲。レーゼドラマとして書かれたが、舞台上演もされている。
- 『ようこそ地球さん』（1972年 新潮文庫
自選集である『ボッコちゃん』に収録しなかった、『人造美人』と『ようこそ地球さん』（1961年（昭和36年））の残りの42篇を集めた短編集。
- 『ちぐはぐな部品』角川文庫（1972年（昭和47年））
- 『おかしな先祖』講談社（1972年 のち文庫、角川文庫
ユーモアSF短編10編。
- 『殿さまの日』新潮社（1972年 のち文庫
時代小説7篇を収録した短編集。「殿さまの日」「ねずみ小僧次郎吉」「江戸から来た男」「元禄お犬さわぎ」「かたきの首」「藩医三代記」「神の城」。版によっては「厄よけ吉兵衛」「島からの三人」「道中すごろく」が加えられる。
- 『城のなかの人』角川書店（1973年 のち文庫
時代小説5篇を収録した短編集。豊臣秀頼・由井正雪・小栗忠順を描いた3作と、吉良家遺臣・黒潮良吉と或る田舎大名勘定方の部下を主人公にしたフィクション2作「ああ吉良家の忠臣」「薬草の栽培法」からなる。版や出版社によっては家老嫡男の恋「春風のあげく」と米相場を扱った「すずしい夏」に替えられる。
- 『冬きたりなば』ハヤカワ文庫、1973
- 『かぼちゃの馬車』新潮社（1973年 のち文庫
- 『ごたごた気流』講談社（1974年 のち文庫、角川文庫
- 『白い服の男』ハヤカワ文庫（1974年 のち新潮文庫
- 『夜のかくれんぼ』新潮社（1974年 のち文庫
- 『おのぞみの結末』いんなあとりっぷ社（1975年 のち新潮文庫
- 『たくさんのタブー』新潮社（1976年 のち文庫
- 『どこかの事件』新潮社（1977年 のち文庫
- 『安全のカード』新潮社（1978年 のち文庫
- 『ご依頼の件』新潮社（1980年 のち文庫
- 『地球から来た男』角川書店（1981年 のち文庫
- 『ありふれた手法』新潮社（1981年 のち文庫
- 『凶夢など30』新潮社（1982年 のち文庫
- 『どんぐり民話館』新潮社（1983年 のち文庫
- 『これからの出来事』新潮社（1985年 のち文庫
- 『竹取物語』角川文庫（1987年 現代語訳
- 『つねならぬ話』新潮社（1988年 のち文庫　
神話的な物語を描いた短編集。
- 『やっかいな関係』田中靖夫絵. 青竜社, 1991.6
- 『天国からの道』新潮文庫（2005年）
- 『ふしぎな夢』新潮文庫（2005年）
- 『つぎはぎプラネット』新潮文庫（2013年）

### エッセイ集
- 『きまぐれ星のメモ』読売新聞社（1968年 のち角川文庫
- 『進化した猿たち』早川書房（1968年
アメリカの一コマ漫画の紹介とエッセイ。
- 『新・進化した猿たち』早川書房（1968年
進化した猿たちの続編。のちに再編集し、『進化した猿たち 1・2・3』の3冊でハヤカワ文庫、ついで新潮文庫化される。
- 『きまぐれ博物誌』河出書房新社（1971年 のち角川文庫
- 『きまぐれ暦』河出書房新社（1975年 のち新潮文庫
- 『きまぐれ体験紀行』講談社（1978年 のち文庫、角川文庫
ソ連、東南アジア、香港、韓国等の旅行体験を描いたエッセイ集。
- 『できそこない博物館』徳間書店、1979 のち文庫、新潮文庫
小説の発想についてのエッセイ集。
- 『きまぐれフレンドシップ』奇想天外社（1980年 のち集英社文庫、新潮文庫
- 『きまぐれ読書メモ』実業之日本社（1981年（昭和56年））
- 『きまぐれエトセトラ』講談社（1983年 のち角川文庫
- 『あれこれ好奇心』角川書店（1986年 のち文庫
- 『きまぐれ学問所』角川文庫（1989年
- 『きまぐれ遊歩道』新潮社（1990年 のち文庫

### ノンフィクション
- 『人民は弱し官吏は強し』文藝春秋（1967年　のち角川文庫、新潮文庫
実父である星製薬の創立者・星一の栄光と悲劇を描いたノンフィクション。初刊本、全集収録のほか、角川文庫版に続く新潮文庫版はなお改装版で版を重ねるなど、星のノンフィクションとしてはロングセラーとなっている。
- 『祖父・小金井良精の記』河出書房新社（1974年 のち文庫
- 『明治・父・アメリカ』筑摩書房（1975年 のち新潮文庫
星の父の少年・青年期を描いたもの。
- 『明治の人物誌』新潮社（1978年 のち文庫
星の父とかかわりのあった明治期の10人を伝記にしたもの。
なお10人とは、中村正直・野口英世・岩下清周・伊藤博文・新渡戸稲造・エジソン・後藤猛太郎・花井卓蔵・後藤新平・杉山茂丸。
- 『夜明けあと』新潮社（1996年 のち文庫 
「文明開化」の明治時代の世相や風俗を扱った新聞記事を1年ごとに整理して紹介したもの。

### 作品集
- 『星新一作品100』早川書房〈世界SF全集 第28巻〉、1969年7月20日。ISBN 4-15-200028-7。
- 『星新一の作品集』全18巻 新潮社、1974年（昭和49年） - 1975年（昭和50年）
- 『星新一ショートショート1001』全3巻 新潮社、1998年（平成10年） ISBN 4-10-319426-X
- 『きまぐれ星からの伝言』（牧眞司編、徳間書店、2016年（平成28年）) - 小説・エッセイ・翻訳・インタビュー・対談・講演など

### 翻訳
- フレドリック・ブラウン『さあ、気ちがいになりなさい』早川書房 1962年（昭和37年）[注釈 17]
- ジョン・ウィンダム『海竜めざめる』早川書房、1966年（昭和41年）
- クリスティーネ・ネストリンガー『トマニ式の生き方』エイプリル・ミュージック 1978年（昭和53年）
- フレドリック・ブラウン『フレドリック・ブラウン傑作集』サンリオ、1982年（昭和57年）
- アイザック・アシモフ『アシモフの雑学コレクション』新潮社、1986年（昭和61年） ISBN 4-10-218604-2
- なお星作品の主な外国語訳は以下のとおり。
1963年（昭和38年）に『ボッコちゃん』が英訳され、『Magazine of Fantasy and Science Fiction』6月号に掲載。
1966年（昭和41年）に短編『景品』がロシア語に訳され、コムソモリスカヤ・プラウダ紙に掲載。同年『冬きたりなば』がソ連・ミル出版社刊の『世界SF選集』の国際短編アンソロジーに収録される。
1967年（昭和42年）、短編『タバコ』『願望』『危機』『冬きたりなば』『宇宙の男たち』『景品』がソ連・ミル出版社刊の日本SF短編アンソロジーに収録される。

### 解説
- 星一『三十年後』江見水蔭、新報知社、1918年4月27日。NDLJP:933081。 - アイディアは星、文章化は江見水蔭[注釈 18]。
  - 星一『三十年後』星新一 要約・解説、星マリナ 監修、新潮社図書編集室〈ホシヅル文庫〉、2015年9月。ISBN 978-4-10-910056-4。

### 共著
- 中川米造、星新一『手当ての航跡 医学史講義』朝日出版社〈Lecture books〉、1980年10月。ISBN 978-4-255-80033-2。

### ドラマ原作
- 宇宙船シリカ - NHK総合テレビにて1960年（昭和35年）9月5日から1962年（昭和37年）3月27日まで放送されたSF人形劇。

## 星新一に関する作品

### 特集雑誌など
- 別冊新評『星新一の世界』 新評社、1976年（昭和51年）12月（「76 AUTUMN」号。ただし表紙には‘WIN’と表記）。
  - 内容は、本人のエッセイ、ショートショート、インタビュー、対談、他作家などの寄稿、座談会、グラビア（スナップ写真、収集物など）、資料（大辞典、年譜、作品目録、書評目録など）他
- 『SF作家オモロ大放談』（いんなあとりっぷ社、1977年）
  - 『おもろ放談』（改題、角川文庫、1981年）

### 星新一作品の漫画化
- 『コミック☆星新一』 ミステリーボニータ、平成13年（2001年）9月号 - 平成16年（2004年）6月号）
  - 川口まどか、志村貴子、他『コミック☆星新一 午後の恐竜』 秋田書店、平成15年（2003年6月19日）※単行本、書籍扱いコミックス
  - 鬼頭莫宏、阿部潤、他『コミック☆星新一 空への門』 秋田書店、平成16年（2004年7月15日）※単行本、書籍扱いコミックス
  - 川口まどか、鬼頭莫宏、他『コミック星新一 ショートショート招待席』 秋田書店（秋田文庫）、平成20年（2008年10月10日）
- 石黒正数、渡辺ペコ、道満晴明、白井弓子、「コミック☆星新一 親しげな悪魔」、秋田書店、平成24年（2012年8月16日）※単行本、書籍扱いコミックス（続刊予定）

### 星新一作品の映像化
- 岡本忠成作品 
  - 「ふしぎなくすり」1965年（原作：盗んだ書類）
    - 毎日映画コンクール大藤信郎賞、教育映画祭教育映画部門最高賞、東京都教育映画コンクール銀賞受賞

  - 「ようこそ宇宙人」1966年（原作：夜の事件）
    - ベネチア国際児童映画祭（イタリア）銀賞、毎日映画コンクール大藤信郎賞、教育映画祭学校教育映画部門最高賞、児童福祉文化賞、東京都教育映画コンクール金賞受賞

  - 「キツツキ計画」1966年（原作：キツツキ計画）
  - 「花ともぐら」1970年（原作：花とひみつ）
- 『気まぐれ指数』（NHK少年ドラマシリーズ、1973年（昭和48年）4月16日 - 4月25日）
- 『女難の季節』（関西テレビ制作・月曜夜10時枠の連続ドラマ、1989年（平成元年）9月25日）
- NHK番組たまご『星新一ショートショート劇場』（2007年（平成19年）11月11日）
  - 「ゆきとどいた生活」、「肩の上の秘書」、「プレゼント」、「包囲」、「愛用の時計」の5編。
- 『星新一ショートショート』（NHK、2008年（平成20年）3月31日 - 2009年（平成21年）3月2日、2010年（平成22年）1月2日）
  - 上記パイロット版の反響を受けてのシリーズ化。毎週3編をそれぞれ実写・手描きアニメ・CGアニメで映像化。実に100編近いショート・ショートが映像化された。
- 『きまぐれロボット』（2004年（平成16年））
  - きまぐれロボットのショートショートの小説をインターネットテレビとOVAに映像にした作品。声の出演：インパルス・板倉俊之、MEGUMI。
- 世にも奇妙な物語（フジテレビ・共同テレビ）
  - 『酒場で聞いた話』（原作「なんでもない」）（1991年（平成3年）制作、未放送） - 主演：みのすけ
  - 『人形』（1992年（平成4年）6月4日） - 主演：杉本哲太
  - 『ネチラタ事件』（1992年（平成4年）8月13日） - 主演：細川俊之
  - 『穴』（原作「おーい、でてこーい」）（1992年（平成4年）12月30日） - 主演：いかりや長介[45]
  - 『ブルギさん』（原作「もてなし」）（1995年（平成7年）1月4日） - 主演：田原俊彦
  - 『夢のつづき』（原作「はやる店」）（1995年（平成7年）1月4日） - 主演：片岡鶴太郎
  - 『殺し屋ですのよ』（2004年（平成16年）3月29日） - 主演：観月ありさ
  - 『ああ祖国よ』（2024年（令和6年）12月14日） - 主演：尾上松也
- 週刊ストーリーランド（日本テレビ）
  - 『ぴったりのベルト』（原作「愛用の時計」）（2000年（平成12年）1月13日） - 声の出演：久川綾ほか
  - 『殺し屋ですのよ』（2000年（平成12年）2月3日） - 声の出演：新田三士郎、唐沢潤ほか
  - 『逃走の道』（2000年（平成12年）2月17日） - 声の出演：小林清志、高木渉、藤本譲ほか
  - 『謎の通信販売』（原作「世界の終幕」）（2000年（平成12年）6月22日） - 声の出演：飛田展男ほか
  - 『生み出すニワトリ』（原作「リオン」）（2001年（平成13年）1月18日） - 声の出演：佐久間レイ、松本保典ほか
  - 『鈴森なんでも相談所 〜外灯〜』（原作「サービス」）（2001年（平成13年）2月8日） - 声の出演：宮澤正、荘真由美ほか
- 土曜プレミアム『星新一ミステリーSP』（フジテレビ、2014年（平成26年）2月15日）
  - 「程度の問題」、「きまぐれロボット」、「霧の星で」、「七人の犯罪者」、「華やかな三つの願い」の5作品をオムニバスドラマとして放送
- 『星新一の不思議な不思議な短編ドラマ』（NHK BS4K・BSプレミアム、2022年（令和4年）、全20回）[46][47]

### 伝記
- 最相葉月『星新一   一〇〇一話をつくった人』新潮社、2007年3月。ISBN 978-4-10-459802-1。
  - 最相葉月『星新一   一〇〇一話をつくった人』 上、新潮社〈新潮文庫〉、2010年3月。ISBN 978-4-10-148225-5。 - 修正加筆。人名索引と年譜を追加。
  - 最相葉月『星新一   一〇〇一話をつくった人』 下、新潮社〈新潮文庫〉、2010年3月。ISBN 978-4-10-148226-2。

### 研究・エッセイ
- 最相葉月『あのころの未来 星新一の預言』新潮社、2003年4月。ISBN 4-10-459801-1。
  - 最相葉月『あのころの未来 星新一の預言』新潮社〈新潮文庫〉、2005年9月。ISBN 4-10-148222-5。
- 『星新一空想工房へようこそ』最相葉月監修、新潮社〈とんぼの本〉、2007年11月。ISBN 978-4-10-602164-0。
- 浅羽通明『星新一の思想 予見・冷笑・賢慮のひと』筑摩書房〈筑摩選書〉、2021年10月。ISBN 978-4-480-01738-3。

### フィクション
- 平井和正「星新一の内的宇宙（インナースペース）」（ショートショート） - 初出『SFマガジン』1970年5月号

## 星新一ショートショート・コンテスト
1979年（昭和54年）より始まった星の選考によるショートショート作品のコンテスト。発案者は講談社の編集者宇山日出臣（秀雄）。毎年の優秀作品は単行本として出版されている。星の死後も選者を阿刀田高に変え、マイナー・チェンジを繰り返しながら継続中である。星は、受賞者の中でも江坂遊の才能は非常に評価しており、星自身は「唯一の弟子」と考えていて江坂の子供の名づけ親にもなった。もっとも、いわゆる第二世代のSF作家たちには私的交遊なども通じて星の弟子を自認している者が多く、第一世代後半組でも作風にまったく共通点のない平井和正が文庫解説で弟子を宣言している。

### 主な受賞者
- 1979年（昭和54年）入選
  - 二宮由紀子（絵本作家）
  - 吉沢景介（SF作家）
  - 藤井青銅（放送作家）
  - 佐々木清隆（放送作家）
- 1980年（昭和55年）入選
  - 江坂遊（ショートショート作家）
  - 小川有里（介護福祉作家）
  - 淡里茉莉子（情報工学者、『知恵蔵』解説委員）
  - 西秋生（SF作家）
- 1981年（昭和56年）入選
  - 太田忠司（推理小説作家）
- 1982年（昭和57年）入選
  - 津井つい（『文學界』同人誌推薦）
  - 伝江田航洋（医学解説）
- 1983年（昭和58年）入選
  - 安土萌（絵本作家）
  - 井上雅彦（ホラー作家）
  - 斎藤肇（推理小説作家）
- 1984年（昭和59年）入選
  - 田中哲弥（SF作家）
  - 奥田哲也（推理小説作家）
- 1985年（昭和60年）入選
  - 山口タオ（絵本作家）
  - 矢崎存美（SF作家）
  - 宏奈和泉（SF作家）
  - すやまたけし（介護福祉作家）
- 小説現代コンテスト
  - 乙一（ミステリ作家）
  - 中野玲子（SF作家）
  - 鈴木輝一郎（ミステリ、時代小説作家）
  - 狩生玲子（童話作家）
  - 田村義隆（SF作家）
  - 小林雄次（放送作家）
  - 道尾秀介（ミステリ作家）
  - 田丸雅智（ショートショート作家）

## 星新一賞
2013年から日本経済新聞社が主催する公募文学賞。